# علاج نسوي
العلاج النسوي هو مجموعة من العلاجات ذات الصلة تنبع مما يعتبره المؤيدون تفاوتًا بين أصل معظم النظريات النفسية وأن غالبية الأشخاص الذين يسعون إلى المشورة هن من النساء. وهو يركز على الأسباب والحلول الاجتماعية والثقافية والسياسية للمشكلات التي تتم مواجهتها في عملية المشورة. وتشجع المريضة علنًا على المشاركة في العالم بطريقة أكثر اجتماعية وسياسية.
يدعي العلاج النسوي أن النساء حول العالم تعانين من الحرمان بسبب الجنس والنوع والنشاط الجنسي والعرق والدين والعمر، وغيرها من الفئات الأخرى. وتزعم المعالجات النسويات أن العديد من المشكلات التي تنشأ أثناء العلاج تكون بسبب عدم تمكين القوى الاجتماعية؛ وبالتالي يكون الهدف من العلاج هو التعرف على هذه القوى وتمكين المريضة. وتعمل المعالجة والمريضة على قدم المساواة في إطار العلاج النسوي. ويجب على المعالجة توضيح العلاج منذ البداية لكي تثبت للمريضة أنها منقذتها الخاصة، ويجب دراسة التوقعات والأدوار والمسؤوليات الخاصة بكل من المريضة والمعالجة والموافقة عليها بشكلٍ متساوٍ. وتدرك المعالجة أنه تكون هناك نقطة قوة مع كل عرض من الأعراض التي تظهر على المريضة.
يتولد العلاج النسوي من المخاوف المثارة حول عدم مساعدة العلاجات الناشئة للنساء. وتشمل الاهتمامات الخاصة بالمعالجات النسويات التحيز الجنسي والتنميط في العلاج وإلقاء اللوم على ضحايا الاعتداء الجسدي والاعتداء الجنسي، فضلاً عن افتراض وجود الأسرة النواة التقليدية؛ والمحو المستمر للنساء من الخطاب النفسي.

## مبادئ العلاج النسوي
1. تعتبر علاقة المساواة (علاقة يتمتع فيها المشاركون بوضعٍ متساوٍ) بين المعالجة والمريضة هي الأمر الأساسي في العلاج النسوي، وذلك عن طريق الاستفادة من المعرفة النفسية للمعالجة ومعرفة المريضة لنفسها. وتتم معالجة فروق القوة الكامنة بين المعالجة والمريضة، ويجب على المريضة إدراك أن المعالجة لا تعطيها القوة، ولكن القوة تأتي من داخلها. وتقدم هذه العلاقة نموذجًا للمرأة من أجل تحمل مسؤولية جعل جميع علاقاتها متساوية. وتركز المعالجات النسويات على اغتنام نقاط القوى لدى المريضة بدلاً من التركيز على نقاط ضعفها، وقبول مشاعر المريضة وتأييدها.[3]
2. تجري دائمًا مراجعة نظرية العلاج النسوي والإضافة إليها كلما تغيرت السياقات الاجتماعية وتطور الخطاب.[5]
3. تتحمل المُعالجة دائمًا عبء المساءلة.[5]
4. لا يقوم نموذج العلاج النسوي بإلقاء اللوم على الضحية.[3]
5. رفاهية المريضة هي المبدأ التوجيهي في جميع جوانب العلاج.[5]

## المسؤوليات المنوطة بالمعالجات النسويات
1. يجب على المعالجات النسويات دمج التحليل النسوي في جميع مجالات عملهن.[6]
2. يجب على المعالجات النسويات معرفة الظروف الاجتماعية والاقتصادية والسياسية للمريضة، لاسيما المريضات اللاتي يعانين من مشكلات في الحصول على الرعاية الصحية النفسية.[6]
3. يجب على المعالجات النسويات المشاركة بنشاط في وضع حد للاضطهاد، وتمكين النساء والفتيات، واحترام الاختلافات، والتغير الاجتماعي.[6]
4. يجب على المعالجات النسويات إدراك خبرتهن الحالية (مواقفهن الاجتماعية والاقتصادية والسياسية وكذلك الجنس والنوع والعرق والنشاط الجنسي وغيرها)، وأن يقمن باستمرار بتقييم الذات وتدارك أفعالهن المتحيزة والمجحفة. بالإضافة إلى ذلك، يجب عليهن المعرفة بشأن الخبرات الثقافية والعرقية الأخرى السائدة وغير السائدة.[6]
5. يجب على المعالجات النسويات تقبل خبرات مريضاتهن ومشاعرهن وتأييدها.[7]

## المساهمون في العلاج النسوي
- جوديث ووريل
- بام ريمير[8]
- ساندرا بيم
- لورا براون[9]
- جون بيكر ميلر[10]
- كارولين إنس[11]
- إلين كاجاك[12]
- بوني بيرستو[13]
- جوديث في. جوردان

## النقد
في عام 1977، زعمت الباحثة سوزان توماس أن العلاج النسوي كان «[جزءًا] من الحركة الاجتماعية أكثر من كونه [نوعًا] من أنواع العلاج النفسي»، وقد ارتبط ارتباطًا وثيقًا بالنسوية الاجتماعية والسياسية واسعة النطاق، حيث كانت شرعيته كمدرسة علاجية موضع تساؤل.
وتزعم الطبيبة الممارسة سالي ساتيل أن المفهوم الأساسي للعلاج النسوي يتناقض مع طرق العلاج النفسي وأهدافه، والتي تقترب في بعض الأحيان من الانحراف إلى الممارسات الخاطئة المحتملة. وعادةً ما تشير ساتيل إلى أن الهدف من العلاج هو مساعدة المريضة على فهم التفكير غير الواقعي والسلوكيات غير الصحية وتغييرها لتحسين ثقة المريضة، ومهارات التعامل مع الآخرين، وجودة الحياة. يتعين أيضًا على العلاج التقليدي، المتأصل في الطرق التي أثبتت فعاليتها، أن يكون مرنًا بما فيه الكفاية للتكيف مع خبرات كل مريضة وسماتها واحتياجاتها الفريدة من نوعها. وفي المقابل، تشير ساتيل إلى أن العلاج النسوي يعزز طريقة قياس واحدة تناسب الجميع، والتي تفترض أن العديد من مشكلات المريضة تنشأ من معيشتها في ظل ثقافة ذكورية أو قمعية أو تميز بين الجنسين. وتوافق ساتيل على أن التمييز على أساس الجنس قد يكون أحد العوامل المساهمة في مشكلات بعض المرضى، ولكنها حذرت من أن العلاج النسوي يقلل أو يتجاهل المصادر المحتملة الأخرى للمشكلات مثل ديناميات الأسرة، أو الاضطرابات المعرفية، أو تعاطي المخدرات / الكحول، أو الاضطرابات النفسية، أو حتى الأفعال الإجرامية التي تقوم بها المريضة. وبالإضافة إلى ذلك، تزعم ساتيل أن الافتراض النسوي بأن النساء مضطهدات يمكن في الواقع أن يؤدي إلى تفاقم مشاعر المريضة بالعجز، عن طريق جعل موضع سيطرة المريضة خارجًا عن إرادتها. وعلاوة على ذلك، تلاحظ ساتيل أن بعض المعالجات النسويات يغيرن إلى حدٍ كبير ممارساتهن العلاجية لدرجة التعرض للاتهام بسوء السلوك المهني أو انتقادات أخرى. على سبيل المثال، في التصحيح الزائد لتجنب العلاقة التي يحكمها التسلسل الهرمي، انتهكت المعالجات النسويات السياسات القياسية من خلال تبادل تفاصيل حميمية من حياتهن الخاصة بطريقة لا يمكن للمعالجات التقليديات التفكير فيها. وقد تجنب أيضًا العلاج النسوي عمومًا مراجعة الأقران الدقيقة أو أية تدقيقات أخرى لاختبار الفعالية. وأخيرًا، تدعي ساتيل أن علم النفس النسوي يرفض رؤية أن النساء مسؤولات عن أفعالهن أو أخطائهن عند قيامه بإلقاء اللوم على ثقافة التمييز على أساس الجنس بوصفها المُتسبب الرئيسي في مشكلات المرضى.
ويزعم نقاد آخرون أن العلاج النسوي يضم عددًا من الافتراضات  البديهية غير الدقيقة والكاذبة ويشجعها، مثل الاعتقاد بأن الرجال مسؤولون عن بدء العنف المتزايد بين الأشخاص وارتكابه والاستمرار فيه.